# Eugenia Mantilla de Cardoso
Eugenia Mantilla de Cardoso (Bucaramanga, 15 de noviembre de 1933) es una arquitecta colombiana de ascendencia portuguesa, quien fue la primera mujer en Colombia en recibir el Premio Nacional de Arquitectura de Colombia por el diseño del Auditorio Leon de Greiff de la Universidad Nacional de Colombia. Se graduó de la Facultad de Arquitectura de la Universidad Nacional de Colombia y realizó estudios de especialización en el Instituto Tecnológico de Massachusetts. Fue profesora de arquitectura de la Universidad Nacional de Colombia por tres décadas.

## Biografía
El auditorio León de Greiff es su obra cumbre, considerada uno de los mejores escenarios musicales y con mejor acústica de Latinoamérica. En 1974 por ester diseño ganó el Premio Nacional de Arquitectura otorgado por la Sociedad Colombiana de Arquitectos convirtiéndose en la primera mujer en Colombia de obtener esta distinción y, a su vez, en 1996 fue nombrado Monumento Nacional de carácter cultural de Colombia.
En 1973, cuando el Auditorio León de Greiff abrió sus puertas, distinguidos musicales como sinfónicas, filarmónicas y artistas como James Ehnesv, Andrew Armstrong, Medeski, Compañía Tangokinesis, Fermín Bernetxea, Quatuor Diotima, Ryoji Ikeda, Joan Albert Amargós Altisent, Jane Rigler, Bojan Zulfikarpasic, Joan Albert Amargós Altisent, Erik Truffaz Quartet, Ron Carter y Jacques Loussier destacaron la impresionante acústica del recinto.

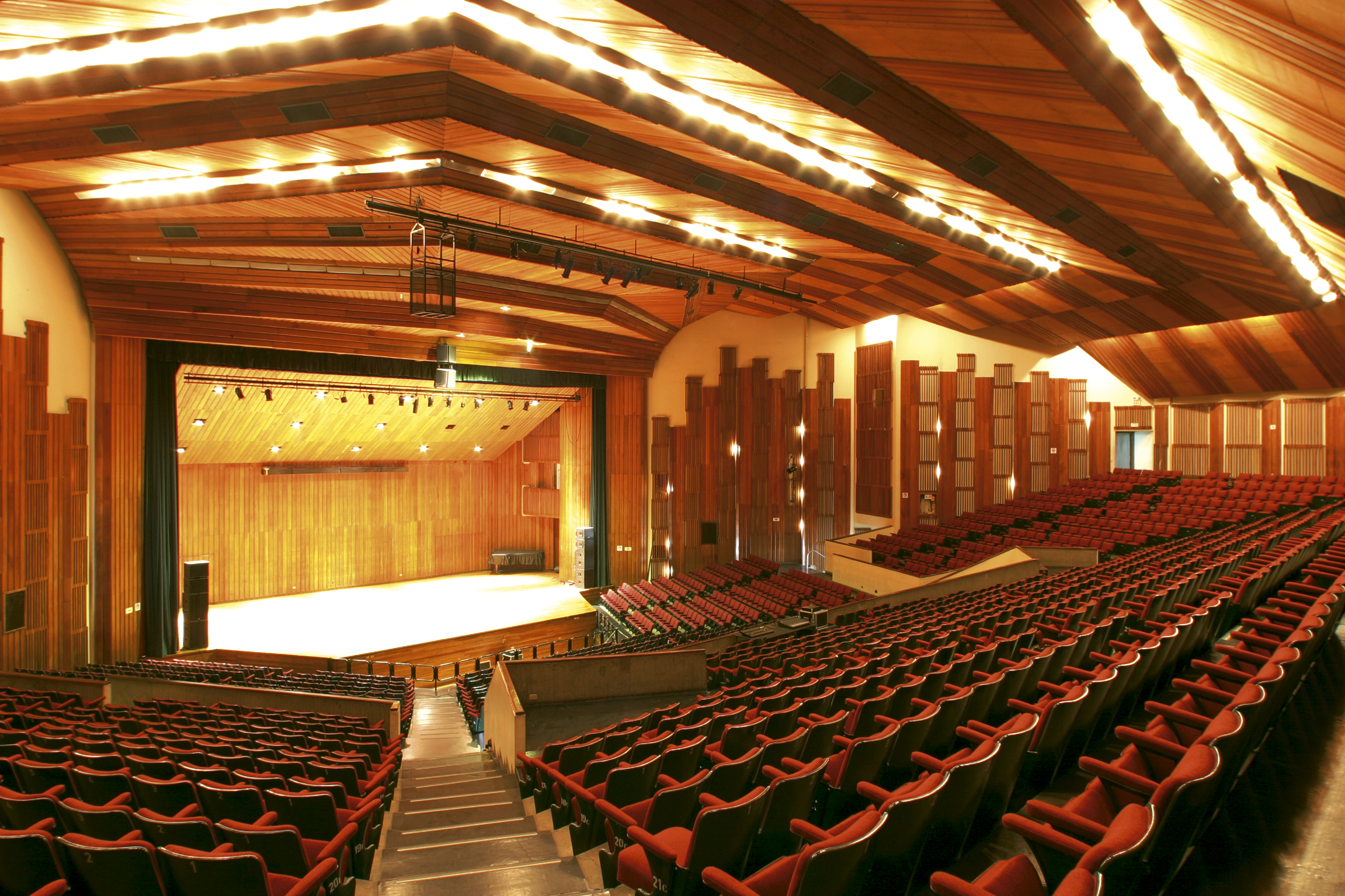
Vista interna del Auditorio León de Greiff, Universidad Nacional de Colombia, Bogotá.

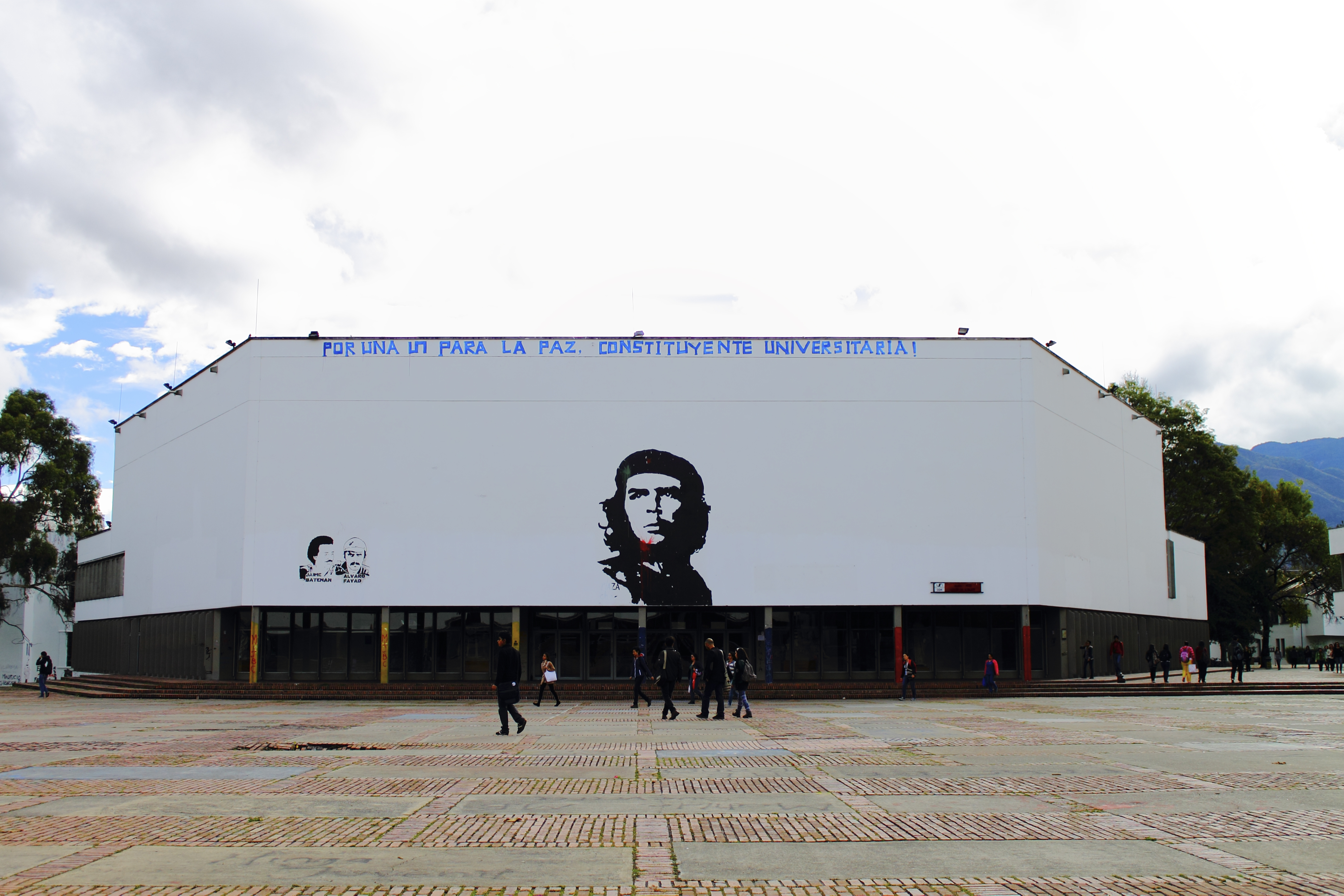
Vista externa del Auditorio León de Greiff, Universidad Nacional de Colombia, Bogotá.

Su etapa inicial de carrera la acompañó con el arquitecto español Fernando Martínez Sanabria con quien aprendió sobre construcción de espacios culturales, específicamente de teatros. En el inicio del proyecto del auditorio León de Greiff, el crítico musical y periodista Manuel Drezner le enseñó sobre técnicas de acústica, característica que aprendió e introdujo en el auditorio que se ha destacado y le ha sido atractivo a los grandes músicos que se han presentado en sus instalaciones. Tiene estudios de especialización en vivienda y desarrollo urbano realizado en el Instituto Tecnológico de Massachusetts, donde realizó un proyecto de desarrollo urbano en países en subdesarrollados y prácticas en San Juan, Puerto Rico.
Sus hijas son la artista María Fernanda Cardoso y la directora de cine Patricia Cardoso.

## Distinciones
• Asociada Honoraria de la Asociación de Profesores de la Universidad Nacional De Colombia - Sede Bogotá, distinción otorgada por la Junta Directiva de la Asociación de Profesores de la Universidad Nacional de Colombia según Resolución #02 de 2015.
• Profesor Honorario de la Universidad Nacional De Colombia, distinción concedida por el Consejo Superior Universitario, según Acta #15 del 16 de septiembre de 1993.
• 1970 Beca de la Agencia Aid, para cursar Estudios en Instituto Tecnológico de Massachusetts (Boston, Massachussets, EE. UU.).
• Reconocimiento de la Sociedad Colombiana de Arquitectos por El Diseño del Auditorio de la Universidad Nacional, entregado el día de la Proclamación del Premio Nacional de Arquitectura en 1973 en Concierto de la Orquesta Sinfónica de Colombia en el Auditorio Abril de 1975.

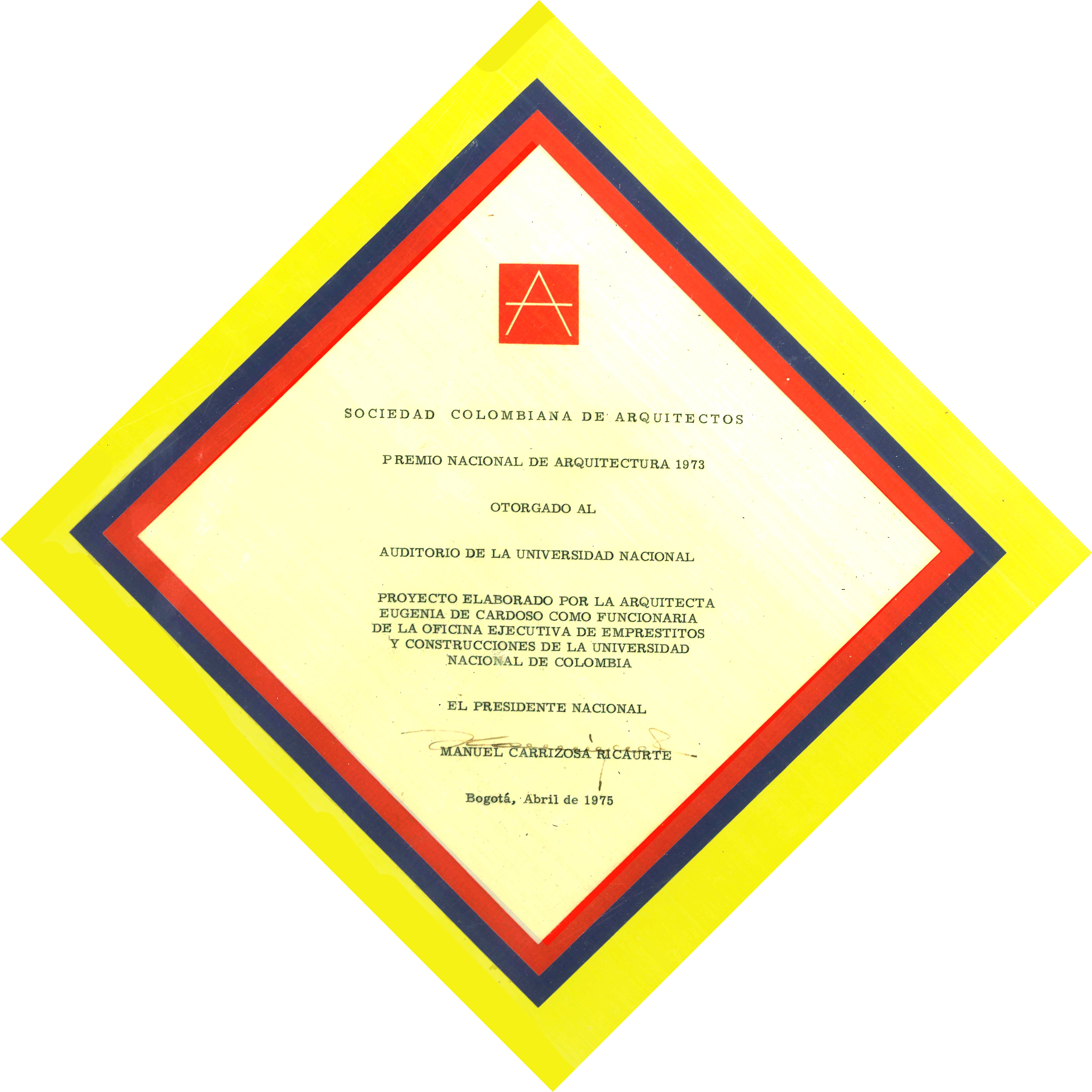
Premio Nacional de Arquitectura otorgado por la Sociedad Colombiana de Arquitectos